# Penna a sfera

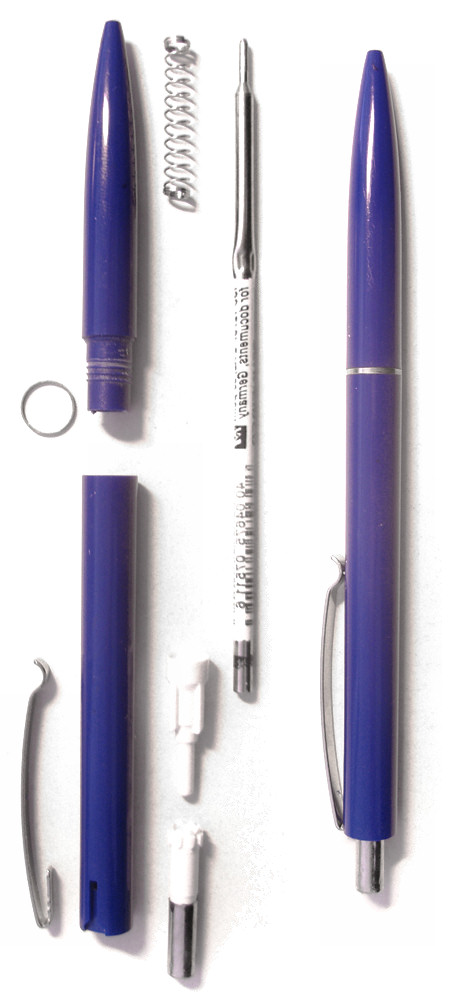
Penna a sfera a scatto, smontata e intera

La penna a sfera, o anche biro dal nome del suo inventore László Bíró, è uno strumento per scrivere su carta che rilascia inchiostro da un serbatoio interno attraverso l'azione di rotolamento di una sfera metallica a contatto con la carta. La sfera, di diametro variabile, è solitamente costruita in ottone, acciaio o carburo di tungsteno.
Originariamente concepite e sviluppate come alternativa affidabile e pulita alle penne stilografiche, le penne a sfera sono ormai lo strumento di scrittura a mano dominante.

## Storia
Il concetto di utilizzare una sfera all'interno di uno strumento di scrittura, come metodo per applicare dell'inchiostro su carta, esiste dal XIX secolo. In queste invenzioni un tubo sottile veniva riempito d'inchiostro, la sommità del tubo veniva bloccata da una piccola pallina, montata in modo che non potesse scivolare dentro il tubo o fuoriuscire dalla penna. Quando la punta della penna veniva fatta scorrere sulla carta, la pallina girando trascinava con sé l'inchiostro disegnando così sulla carta.
Il primo brevetto di una penna a sfera è stato registrato il 30 ottobre 1888 da un conciatore di pelli di nome John J. Loud. Questi stava tentando di costruire uno strumento di scrittura in grado di scrivere sui suoi prodotti in pelle, cosa che le penne stilografiche di allora non potevano fare. La penna di Loud era composta principalmente da un tubo contenente l'inchiostro e da una piccola sfera rotante di acciaio inserita sulla punta. Anche se poteva essere usata per marcare superfici ruvide come il cuoio, si rivelò troppo grossa per scrivere lettere sulla carta. In assenza di redditività commerciale, il suo potenziale non fu sfruttato e il brevetto alla fine decadde.
La fabbricazione di penne a sfera economiche e affidabili come le conosciamo adesso nasce dalla sperimentazione, dalla chimica moderna e dalla capacità nel XX secolo di produrre oggetti meccanici di precisione. I brevetti depositati in tutto il mondo durante lo sviluppo iniziale testimoniano molti dei tentativi falliti di produrre penne a livello commerciale. Le prime penne non depositavano in modo uniforme l'inchiostro, si verificavano fuoriuscite d'inchiostro o la punta si ostruiva facilmente; questi sono stati alcuni degli ostacoli che gli inventori hanno dovuto affrontare nel corso dello sviluppo di penne a sfera affidabili. Per esempio, se la presa della sfera fosse stata troppo stretta o l'inchiostro troppo spesso, questo non avrebbe raggiunto la carta. Se la presa della sfera invece fosse stata troppo lenta o l'inchiostro troppo fluido, la penna avrebbe avuto perdite o poteva macchiare. Una determinata fluidità e viscosità dell'inchiostro, il serbatoio d'inchiostro pressurizzato a pistone, le molle, l'azione capillare e la gravità sono alcune delle tecniche che hanno permesso di risolvere questi problemi.

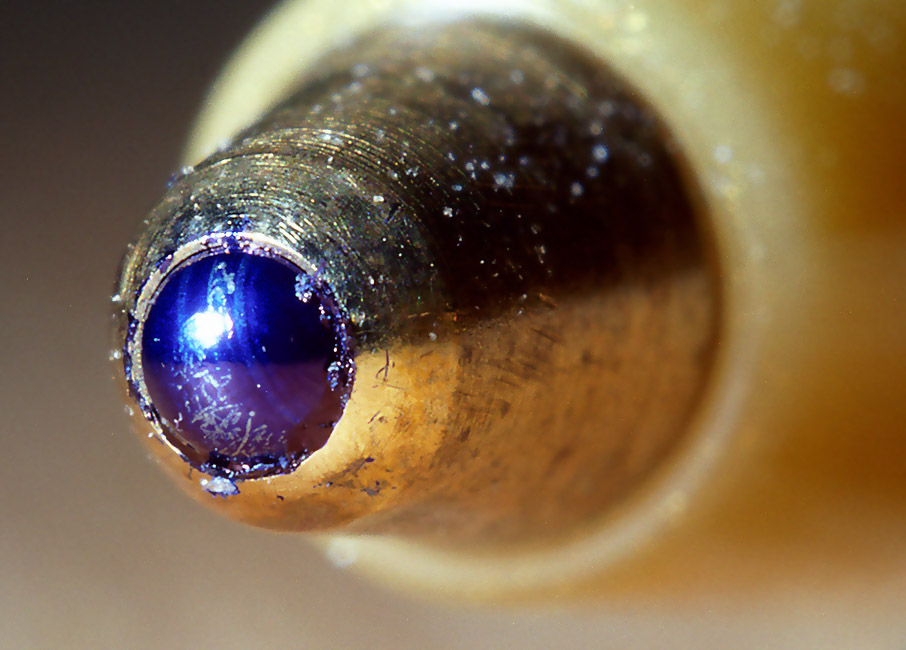
La sfera nella punta di una penna a inchiostro blu

### László Bíró
László Bíró, un giornalista ungherese, frustrato dalla quantità di tempo sprecato a riempire le penne stilografiche e pulire le pagine macchiate, notò che gli inchiostri usati nella stampa di giornali asciugavano rapidamente, lasciando la carta asciutta e senza sbavature. Decise così di creare una penna utilizzando lo stesso tipo di inchiostro. Bíró si avvalse dell'aiuto del fratello György, dentista con competenze in chimica, per sviluppare la formula di un inchiostro viscoso, adatto ad essere utilizzato nella sua penna a sfera.
L'innovazione di Bíró fu proprio la combinazione di un inchiostro ad alta viscosità con un meccanismo a sfera, che agivano in modo da evitare che l'inchiostro si asciugasse all'interno del serbatoio, consentendo così un flusso più controllato. Bíró il 15 giugno 1938 depositò in Gran Bretagna un brevetto della sua penna.
Nel 1941 i fratelli Bíró fuggirono dall'Europa insieme ad un amico, Juan Jorge Meyne, e si trasferirono in Argentina, dove fondarono la Bírós Pen of Argentina e nel 1943 depositarono un nuovo brevetto. La loro penna venne venduta in Argentina come Birome (dai nomi di Bíró e Meyne), tanto che in quel paese le penne a sfera sono ancora note con quel nome. Questo nuovo progetto venne approvato dagli inglesi, che introdussero le penne a sfera per gli equipaggi della RAF con il nome di Biro. Le penne a sfera si dimostrarono più versatili delle penne stilografiche, soprattutto in alta quota, dove le stilografiche erano più soggette a perdite di inchiostro.

### Evoluzione e adattamenti
Nel tempo la penna a sfera subì evoluzioni ed adattamenti rispetto allo sviluppo tecnologico ed alle regioni di utilizzo; per esempio in Cina ed in altri paesi asiatici vengono preferite le punte da 0,38 a 0,7 mm di diametro, che meglio si adattano alla scrittura a ideogrammi, mentre nei paesi occidentali si preferisce la misura da 1 mm.
Dal 1991 alcune aziende produttrici di penne a sfera forano la punta del cappuccio nei modelli con cappuccio rimovibile; questo serve a prevenire il possibile soffocamento di un bambino nel caso dovesse inavvertitamente ingoiarlo.

## Struttura e funzionamento

Funzionamento di una penna a sfera (i colori sono invertiti per evidenziare meglio il movimento della sfera)

La punta della penna a sfera è realizzata normalmente in ottone, in alpacca, in plastica o in acciaio inossidabile. All'interno della punta vi è una cavità che contiene un inchiostro viscoso che viene distribuito sulla carta grazie al rotolamento di una piccola sfera metallica (del diametro compreso tra 0,38 e 1,6 millimetri) posta all'estremità della punta: scrivendo infatti si determina per trascinamento la rotazione di detta sfera, questa sporcandosi d'inchiostro nella sua estremità a contatto col capillare plastico pieno dell'inchiostro lo rilascia poi, proseguendo la rotazione, appunto sul foglio.
L'inchiostro si secca quasi immediatamente al contatto della carta, che deve essere preferibilmente un poco porosa. 
Recentemente, grazie allo sviluppo di nuovi inchiostri, alcuni produttori hanno introdotto misure di sfera maggiorate fino a 1,6 mm, che costituisce attualmente il limite massimo reperibile in commercio.
I motivi che impediscono per il momento l'utilizzo di sfere di maggiore diametro sono principalmente due:
- il rischio di fuoriuscita accidentale di inchiostro dalla punta
- la difficoltà che la punta avrebbe nello scrivere immediatamente dopo essere stata appoggiata sul foglio (proprietà tecnicamente detta starting)

### Cartuccia pressurizzata
Alcuni modelli di penne a sfera sono dotati di cartuccia pressurizzata, per renderne possibile l'impiego in ambienti diversi da quelli tradizionali. In particolare, la Fisher Space Pen è stata pensata per l'uso in assenza di gravità o sott'acqua.